# ميخائيل ويلز
ميخائيل ويلز هو دبلوماسي وسياسي بريطاني، ولد في 20 مايو 1952 في Metropolitan Borough of St Pancras ‏ في المملكة المتحدة. نشط حزبياً في حزب العمال.

## مناصب
- انتخب عضو مجلس اللوردات  [لغات أخرى]‏ وقد انضم خلال فترته النيابية (10 يوليو 2010 – ) للكتلة البرلمانية حزب العمال.
- في الانتخابات العامة في المملكة المتحدة 1997 [الإنجليزية]‏، انتخب عضو البرلمان الثاني والخمسون للمملكة المتحدة  [لغات أخرى]‏ عن دائرة سويندون الشمالية وقد انضم خلال فترته النيابية ‏ (1 مايو 1997 – 14 مايو 2001) للكتلة البرلمانية حزب العمال.
- في الانتخابات العامة في المملكة المتحدة 2001، انتخب عضو البرلمان الثالث والخمسون للمملكة المتحدة  [لغات أخرى]‏ عن دائرة سويندون الشمالية وقد انضم خلال فترته النيابية ‏ (7 يونيو 2001 – 11 أبريل 2005) للكتلة البرلمانية حزب العمال.
- في الانتخابات العامة في المملكة المتحدة 2005، انتخب عضو البرلمان الرابع والخمسون للمملكة المتحدة  [لغات أخرى]‏ عن دائرة سويندون الشمالية وقد انضم خلال فترته النيابية ‏ (5 مايو 2005 – 12 أبريل 2010) للكتلة البرلمانية حزب العمال.

## وصلات خارجية
- الموقع الرسمي